# Saint-Ouen-du-Mesnil-Oger
 Saint-Ouen-du-Mesnil-Oger  ist eine französische Gemeinde mit 227 Einwohnern (Stand 1. Januar 2022) im Département Calvados in der Region Normandie; sie gehört zum Arrondissement Caen und zum Kanton Troarn. 
Nachbargemeinden von Saint-Ouen-du-Mesnil-Oger sind Hotot-en-Auge im Norden, Cléville im Osten, Canteloup im Süden, Argences im Südwesten und Saint-Pierre-du-Jonquet im Westen.
1883 wurde Saint-Ouen mit den Nachbargemeinden Héritot und Hernetot vereinigt.

## Bevölkerungsentwicklung
| Jahr      | 1962 | 1968 | 1975 | 1982 | 1990 | 1999 | 2007 | 2012 |
| Einwohner | 206  | 164  | 127  | 121  | 146  | 147  | 165  | 210  |

## Sehenswürdigkeiten
- Kirche Notre-Dame d’Héritot (18. Jahrhundert)

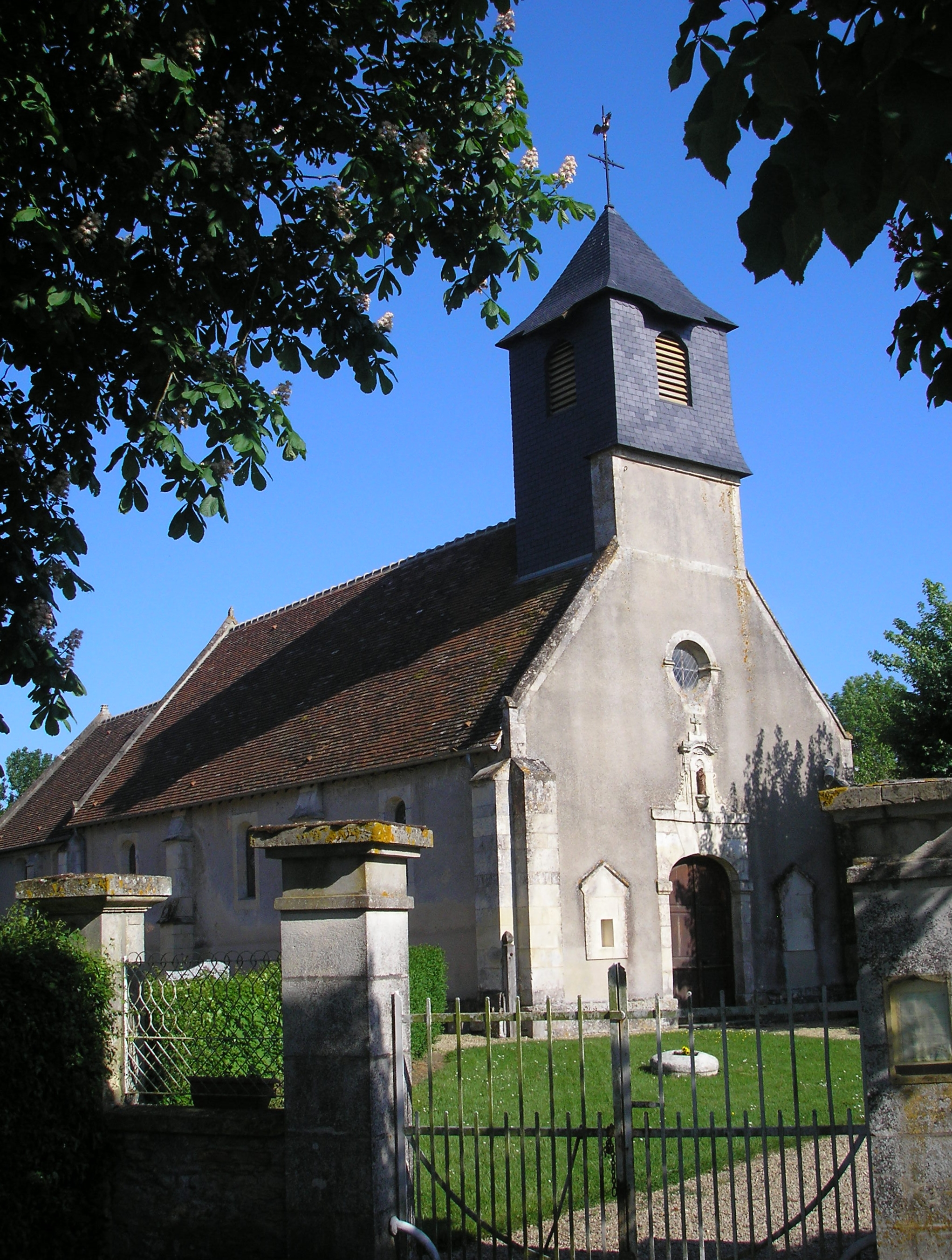
Kirche Notre-Dame d’Heritot

- Kirche Saint-Ouen
- Kirche Saint-Laurent d’Hernetot